# J. esteban
j. e s t e b a n, artistnamn för Juan Esteban, född i Chile, är en svensk musikproducent verksam inom genrerna hiphop och R&B.

Han driver etiketten Alchemy Music sedan 2007.
Han har tidigare jobbat tillsammans med Duplicates, Hamish, Cerm, Wordical, Prince Low samt Akem från gruppen Headtag.

## Diskografi

### Album
- 2006 – Hamish- "En Bild Säger Mer Än Tusen Ord"

### Singlar
- 2006 – Hamish - "För Mkt Jävla"
- 2010 – Hamish feat. Hazhir - "Hendi Girl"

### EP
- 2003 – Cerm - "Refrigerator Rock EP"
- 2004 – Cerm - "Until The Cows Come Home EP"
- 2004 – Prince Low, Cerm, Wordical - "Daylite Workers EP"